# Kondenzátor (chlazení)

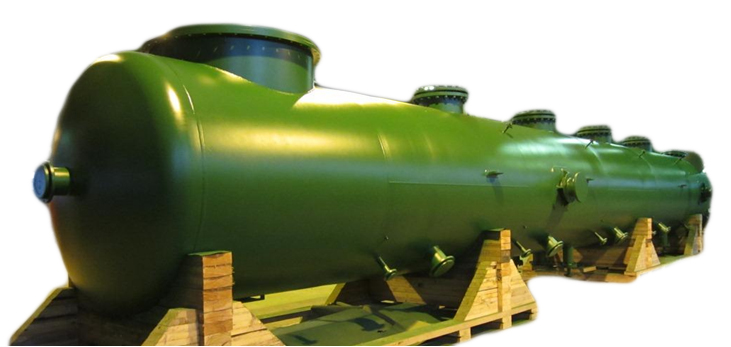
Ukázka vícestupňového kondenzátoru

Kondenzátor je tepelný výměník pro chlazení páry a její přeměnu (kondenzaci) na kapalinu (kondenzát).
Podle druhu práce se dělí na povrchové (chladicí médium nepřijde do styku s párou) a směšovací (pára je míchána s chladicím médiem). Nejčastější využití kondenzátorů v chemickém, farmaceutickém a potravinářském průmyslu (v chemických procesech) a ve strojovnách tepelných elektráren. Obvyklými chladicími médii jsou voda nebo vzduch. Teplosměnná plocha povrchových kondenzátorů je tvořena hladkými nebo žebrovanými trubkami nebo deskami.

## Laboratorní aplikace
V chemické laboratoři se pro něj používá název chladič. Jsou obvykle vyrobeny z borosilikátového skla. Existuje několik typů laboratorních chladičů: vzdušný – nejprimitivnější, Liebigův – rovný a sestupný, Allihnův tzv. kuličkový, spirálový, Dimrothův – jeden z nejdokonalejších a Friedrichův. V těchto chladičích se používá tzv. protiproudé chlazení.

## Energetika
V kondenzátoru dochází k předání kondenzačního tepla páry za konstantní teploty a tlaku. Kondenzátor v tepelných elektrárnách umožňuje prodloužit expanzi páry v turbíně až do relativně hlubokého vakua, což vede ke zvýšení tepelné účinnosti parního cyklu (například oproti parnímu stroji s otevřeným cyklem, který páru přímo vyfukuje do atmosféry). Chladicí voda nebo vzduch pak odvádí velké množství nízkopotenciálního tepla, které často není dále nijak využíváno. Podle druhu chladicího média dělíme kondenzátory na vodou chlazené nebo vzduchové.
Vodou chlazené kondenzátory energetických bloků jsou trubkové konstrukce, tvořené svazkem přímých teplosměnných trubek upevněných na obou koncích do trubkových stěn (tzv. trubkovnic). Proti vibracím a nadměrnému průhybu jsou trubky podepřeny několika podpěrnými stěnami. Rozvod chladicí vody do jednotlivých trubek zajišťují vodní komory. Nekondenzovatelné plyny z parní strany kondenzátoru jsou za provozu trvale odsávány vývěvou.
Materiálem trubek bývá hliníková mosaz, austenitická nerezavějící ocel, slitina mědi a niklu ("kupronikl") nebo titan, výjimečně také bronz, superferitická, duplexní nebo i uhlíková ocel. Vnitřní povrch trubek musí být z důvodu zanášení periodicky nebo kontinuálně čištěn. V některých případech, zejména při chlazení mořskou vodou, se k čištění používá reverzace proudu, tj. otočení směru průtoku vody, čímž dojde k výplachu nečistot. V podmínkách České republiky je zdrojem chladicí vody obvykle chladicí věž, u moře nebo velkých řek se využívá průtočné chlazení přímo říční nebo mořskou vodou.
Vzduchem chlazené kondenzátory odvádí teplo přímo do okolního vzduchu, chladicí ohruh tedy nepotřebuje zdroj vody a proto mají využití např. v pouštních oblastech. Teplosměnné trubky jsou na vnějším povrchu žebrované a uspořádané do deskových sekcí, které jsou uložené šikmo ve tvaru písmene A. Ze spodní strany je vháněn chladicí vzduch prostřednictvím ventilátoru. Rozvod páry do trubek je zajištěn kolektorem na horní straně, odvod kondenzátu je ze spodního kolektoru. Vzduchový kondenzátor je umístěn na ocelové konstrukci vysoko nad zemí, která snižuje nasávání prachu ventilátory a zlepšuje odvod tepla do okolí. Nevýhodou oproti vodou chlazeným kondenzátorům je vyšší pořizovací cena, nezanedbatelná spotřeba energie pro ventilátory a horší dosažitelné vakuum.